# Unión de Ligas Europeas de Baloncesto
La Unión de Ligas Europeas de Baloncesto (ULEB) es una organización europea fundada en 1991 con el ánimo de contribuir a desarrollar el profesionalismo en las competiciones nacionales masculinas de clubes de baloncesto mediante la cooperación de los actualmente 16 miembros asociados. La voluntad de la ULEB es coordinar su misión con las respectivas federaciones nacionales e internacionales (a las que hace responsable del baloncesto no profesional) en aquellos aspectos que afecten al profesionalismo, sobre todo en lo que a torneos se refiere.
La unión que actualmente preside Tomas van den Spiegel organizó desde su nacimiento en el año 2000 y hasta 2009 la Euroleague, y la Eurocup desde su creación, en 2002, también hasta 2009. Actualmente ambas competitiones son dirigidas por Euroleague Commercial Assets (ECA).
Aprovechando la disputa del Eurobasket de 1991, representantes de la ACB (España), la Lega (Italia) y la LNB (Francia) se reunieron en Roma el 25 de junio de 1991, fundaron la ULEB como grupo de opinión y como interlocutor ante la Federación Internacional de Baloncesto (FIBA) y nombraron presidente al entonces máximo dirigente de la Liga italiana, Gianluigi Porelli, a quien sucedió en 1998 Eduardo Portela.
La HEBA (Grecia) se integró en 1996 durante del mandato de Porelli. Ya bajo la tutela de Portela, que fue elegido presidente en París el 18 de marzo de 1998, se han ido incorporando el resto de actuales miembros: BLB (Bélgica), BBL (Inglaterra) y LNBA (Suiza), en diciembre de 1999; BBL (Alemania), FEB (Holanda) y PLK (Polonia), en octubre de 2001; Liga Adriática (que representa a los clubes de la antigua Yugoslavia), en febrero de 2002; ÖBL (Austria), en octubre de 2002; LKL (Lituania), en junio de 2003; ALK (República Checa), en enero de 2004, BSL (Israel), en julio de 2005 y PBL (Rusia) en mayo de 2011.